# Liste der k.k. Hoflieferanten 1868

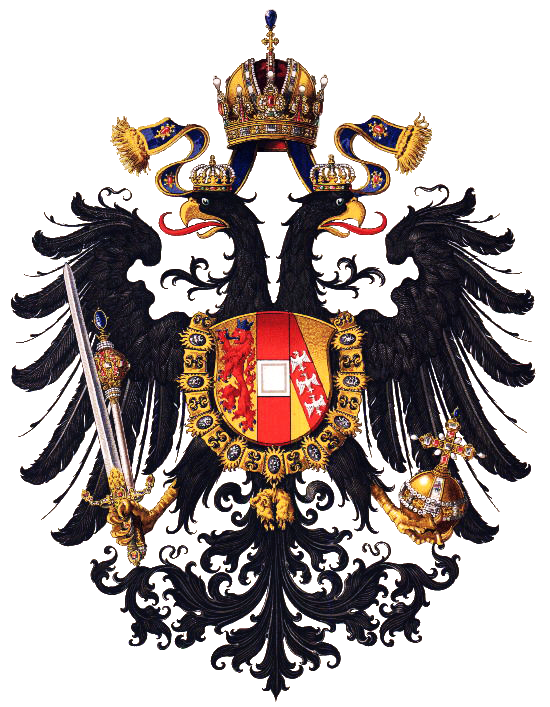
Das Wappen mit dem kaiserlichen Doppeladler durften die Träger des k.k. Kammer- und Hof-Titels öffentlich führen.

Die Namen und Daten der k.k. Hoflieferanten für das Jahr 1868 entstammen dem amtlichen Hofkalender.
Die Gesamtanzahl der Lieferanten die den k.k. Kammer-Titel trugen war fünf, allesamt in Wien. Davon waren zwei Frauen. August Schwarz und Johann Baptist Streicher waren die einzige Unternehmer, die den Kammer- sowie den Hoftitel gleichzeitig trugen.
Die meisten Lieferanten hatten ihren Sitz in Wien, außerhalb von dort gab es Lieferanten in Linz, Pressburg, Pest und Ofen sowie in Prag. Ein Lieferant war in London.
Als Hoflieferanten gelten nicht die k.k. Kammersänger und die k.k. Hof-Künstler. Ebenfalls nicht in der Liste vertreten sind „Hofkünstler, Lieferanten und Handwerksleute“ (S. 22–23). Diese belieferten zwar den Hof, wurden aber nicht als Kammer- oder Hof-Titelträger eingetragen.

## K.k. Kammer-Titel

Titelseite Hofkalender 1868

Seite 14 Hofkalender 1868

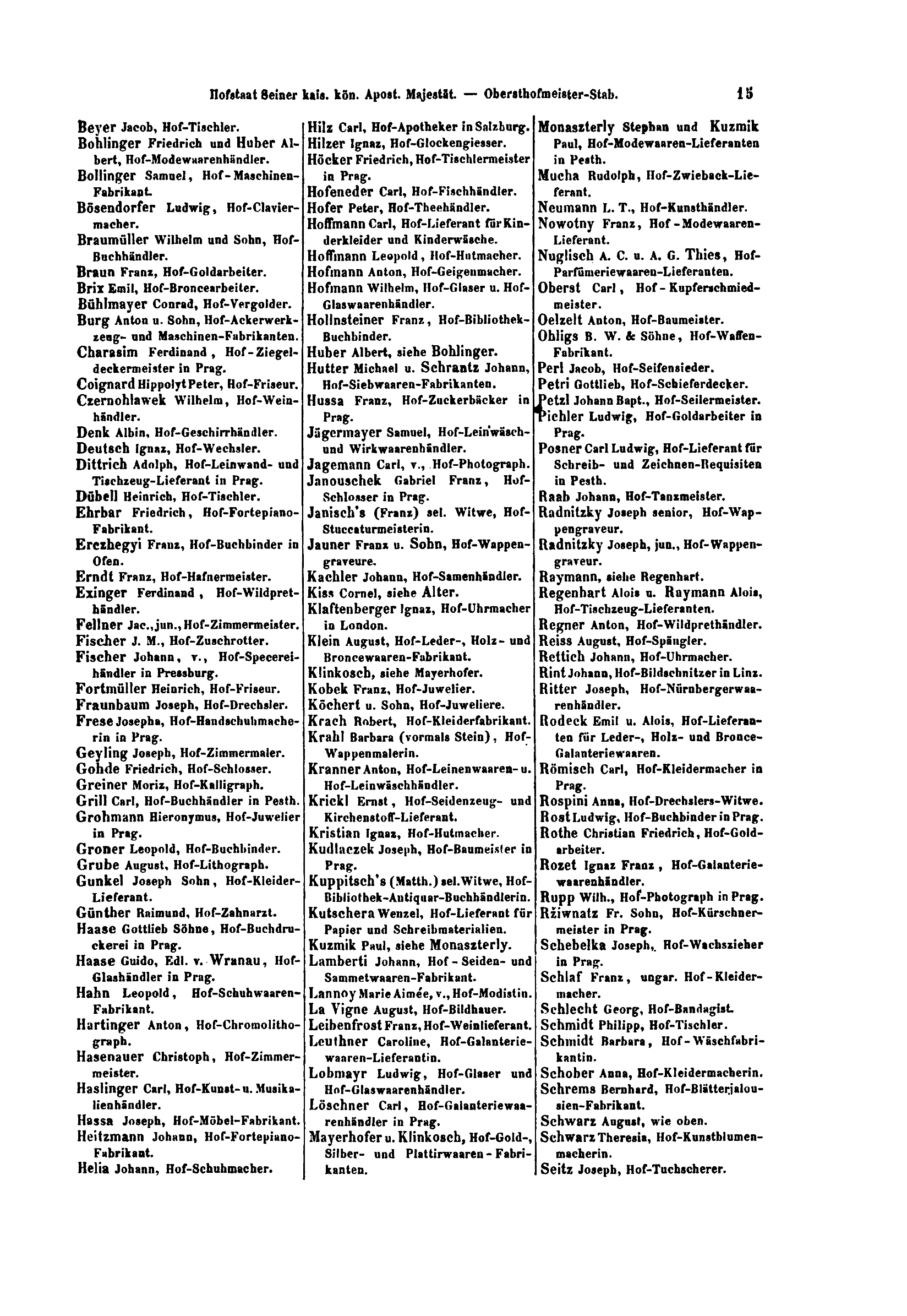
Seite 15 Hofkalender 1868

Seite 16 Hofkalender 1868

- Benkowits Maria, Kammer-Kunststickerin.
- Körner Anton, Kammer-Waldhorn- und Trompetenmacher.
- Mirani Therese, Kammer-Kunststickerin.
- Schwarz August, Leibkürschner, zugleich Hof-Kürschner.
- Streicher Johann Baptist, Kammer-Fortepiano-Verfertiger, zugleich Hof-Fortepiano- und Klaviermacher.

## K.k. Hof-Titel

### A
- Alter Eduard und Kiss Cornel, Hof-Modewaren-Lieferanten in Pest.
- Amler Anton, Hof-Spenglermeister in Prag.
- Angeli J. G., Hof-Wachshändler.
- Angerer Ludwig, Hof-Photograph.
- Arbesser Alois, Hof-Seidenwaren-Fabrikant.

### B
- Bakacs Ludwig von, Hof-Apotheker in Ofen.
- Backé Heinrich, Hof-Tapezierer.
- Bakalowits Ludwig, Hersteller von Kristallleuchtern
- Bauer Casimir, Hof-Likör-Lieferant.
- Baumann Carl, Hof-Samenhändler.
- Berghamer Friedrich, Hof-Zahnarzt.
- Bernhofer Carl, Hof-Ziegeldeckermeister.
- Beyer Jacob, Hof-Tischler.
- Bohlinger Friedrich und Huber Albert, Hof-Modewarenhändler.
- Bollinger Samuel, Hof-Maschinen-Fabrikant.
- Bösendorfer Ludwig, Hof-Klaviermacher.
- Braumüller Wilhelm und Sohn, Hof-Buchhändler.
- Braun Franz, Hof-Goldarbeiter.
- Brix Emil, Hof-Bronzearbeiter.
- Bühlmayer Conrad, Hof-Vergolder.
- Burg Anton und Sohn, Hof-Ackerwerkzeug- und Maschinen-Fabrikanten.

### C
- Charasim Ferdinand, Hof-Ziegeldeckmeister in Prag.
- Coignard Hippolyt Peter, Hof-Friseur.
- Czernohlawek Wilhelm, Hof-Weinhändler.

### D
- Denk Albin, Hof-Geschirrhändler.
- Deutsch Ignaz, Hof-Wechsler.
- Dittrich Adolph, Hof-Leinwand- und Tischzeug-Lieferant in Prag.
- Dübell Heinrich, Hof-Tischler.

### E
- Ehrbar Friedrich, Hof-Fortepiano-Fabrikant.
- Erezhegyi Franz, Hof-Buchbinder in Ofen.
- Erndt Franz, Hof-Hafnermeister.
- Exinger Ferdinand, Hof-Wildprethändler.

### F
- Fellner Jac., jun., Hof-Zimmermeister.
- Fischer Johann von, Hof-Spezereienhändler in Pressburg.
- Fortmüller Heinrich, Hof-Friseur.
- Fraunbaum Joseph, Hof-Drechsler.
- Frese Josepha, Hof-Handschuhmacherin in Prag.

### G
- Geyling Josef, Hof-Zimmermaler.
- Gohde Friedrich, Hof-Schlosser.
- Greiner Moriz, Hof-Kalligraph.
- Grill Carl, Hof-Buchhändler in Pest.
- Grohmann Hieronymus, Hof-Juwelier in Prag.
- Groner Leopold, Hof-Buchbinder.
- Grube August, Hof-Lithograph.
- Gunkel Josef Sohn, Hof-Kleider-Lieferant.
- Günther Raimund, Hof-Zahnarzt.

### H
- Haase Gottlieb Söhne, Hof-Buchdruckerei in Prag.
- Haase Guido, Edler von Wranau, Hof-Glashändler in Prag.
- Hahn Leopold, Hof-Schuhwaren-Fabrikant.
- Hartinger Anton, Hof-Chromolithograph.
- Hasenauer Christoph, Hof-Zimmermeister.
- Haslinger Carl, Hof-Kunst- und Musikalienhändler.
- Hassa Joseph, Hof-Möbel-Fabrikant.
- Heitzmann Johann, Hof-Fortepiano-Fabrikant.
- Helia Johann, Hof-Schuhmacher.
- Hilz Carl, Hof-Apotheker in Salzburg.
- Hilzer Ignaz, Hof-Glockengießer.
- Höcker Friedrich, Hof-Tischlermeister in Prag.
- Hofeneder Carl, Hof-Fischhändler.
- Hofer Peter, Hof-Teehändler.
- Hoffmann Carl, Hof-Lieferant für Kinderkleider und Kinderwäsche.
- Hoffmann Leopold, Hof-Hutmacher.
- Hofmann Anton, Hof-Geigenmacher.
- Hofmann Wilhelm, Hof-Glaser und Hof-Glaswarenhändler.
- Hollnsteiner Franz, Hof-Bibliothek-Buchbinder.
- Huber Albert, siehe Bohlinger.
- Hutter Michael und Schrantz Johann, Hof-Siebwaren-Fabrikanten.
- Hussa Franz, Hof-Zuckerbäcker in Prag.

### J
- Jägermayer Samuel, Hof-Leinwäsch- und Wirkwarenhändler.
- Jagemann Carl von, Hof-Fotograf.
- Janouschek Gabriel Franz, Hof-Schlosser in Prag.
- Janisch’s (Franz) sel. Witwe, Hof-Stuckateurmeisterin.
- Jauner Franz und Sohn, Hof-Wappengraveure.

### K
- Kachler Johann, Hof-Samenhändler.
- Kiss Cornel, siehe Alter.
- Klaftenberger Ignaz, Hof-Uhrmacher in London.
- Klein August, Hof-Leder-, Holz- und Bronzewaren-Fabrikant.
- Klinkosch, siehe Mayerhofer.
- Kobek Franz, Hof-Juweliere.
- Köchert und Sohn, Hof-Juweliere.
- Krach Robert, Hof-Kleidermacher.
- Krahl Barbara (vormals Stein), Hof-Wappenmalerin.
- Kranner Anton, Hof-Leinenwaren- und Hof-Leinwäschhändler.
- Krickl Ernst, Hof-Seidenzeug- und Kirchenstoff-Lieferant.
- Kristian Ignaz, Hof-Hutmacher.
- Kudlaczek Joseph, Hof-Baumeister in Prag.
- Kuppitsch’s (Matthäus) sel. Witwe, Hof-Bibliothek-Antiquar-Buchhändlerin.
- Kutschera Wenzel, Hof-Lieferant für Papier und Schreibmateralien.
- Kuzmik Paul, siehe Monaszterly.

### L
- Lamberti Johann, Hof-Seiden- und Sammetwaren-Fabrikant.
- Lannoy Marie Aimée von, Hof-Modistin.
- La Vigne August, Hof-Bildhauer.
- Leibenfrost Franz, Hof-Weinlieferant.
- Leuthner Caroline, Hof-Galanteriewaren-Lieferantin.
- Lobmeyr Ludwig, Hof-Glaser und Hof-Glaswarenhändler.
- Löschner Carl, Hof-Galanteriewarenhändler in Prag.

### M
- Mayerhofer und Klinkosch, Hof-Gold-, Silber- und Plattierwaren-Fabrikanten.
- Monaszterly Stephan und Kuzmik Paul, Hof-Modewaren-Lieferanten in Pest.
- Mucha Rudolph, Hof-Zwieback-Lieferant.

### N
- Neumann Rudolph, Hof-Zwieback-Kunsthändler.
- Nowotny Franz, Hof-Modewaren-Lieferant.
- Nuglisch A. C. und A. G. Thies, Hof-Parfümeriewaren-Lieferanten.

### O
- Oberst Carl, Hof-Kupferschmiedmeister.
- Oelzelt Anton, Hof-Baumeister.
- Ohligs B. W. & Söhne, Hof-Waffen-Fabrikant.

### P
- Perl Jacobs, Hof-Seifensieder.
- Petri Gottlieb, Hof-Schieferdecker.
- Petzl Johann Baptist, Hof-Seilermeister.
- Pichler Ludwig, Hof-Goldarbeiter in Prag.
- Posner Carl Ludwig, Hof-Lieferant für Schreib- und Zeichnen-Requisiten in Pest.

### R
- Raab Johann, Hof-Tanzmeister.
- Radnitzky Joseph sen., Hof-Wappengraveur.
- Radnitzky Joseph jun., Hof-Wappengraveur.
- Raymann, siehe Regenhart.
- Regenhart Alois und Raymann Alois, Hof-Tischzeug-Lieferanten.
- Regner Anton, Hof-Wildprethändler.
- Reiss August, Hof-Spängler.
- Rettich Johann, Hof-Uhrmacher.
- Rint Johann, Hof-Bildschnitzer in Linz.
- Ritter Joseph, Hof-Nürnbergerwarenhändler.
- Rodeck Emil und Alois, Hof-Lieferanten für Leder-, Holz- und Bronze-Galanteriewaren.
- Römisch Carl, Hof-Kleidermacher in Prag.
- Rospini Anna, Hof-Drechslers-Witwe.
- Rost Ludwig, Hof-Buchbinder in Prag.
- Rothe Christian Friedrich, Hof-Goldarbeiter.
- Rozet Ignaz Franz, Hof-Galanteriewarenhändler.
- Rupp Wilhelm, Hof-Photograph in Prag.
- Ržiwnatz & Sohn, Fr., Hof-Kürschnermeister in Prag.

### S
- Schebelka Joseph, Hof-Wachszieher in Prag.
- Schlaf Franz, ungar. Hof-Kleidermacher.
- Schlecht Georg, Hof-Bandagist.
- Schmidt Philipp, Hof-Tischler.
- Schmidt Barbara, Hof-Wäschfabrikantin.
- Schober Anna, Hof-Kleidermacherin.
- Schrems Bernhard, Hof-Blätterjalousien-Fabrikant.
- Schwarz August, wie oben.
- Schwarz Theresia, Hof-Kunstblumenmacherin.
- Seitz Joseph, Hof-Tuscherer.
- Simon Joseph, Hof-Pergamentmacher.
- Skrivan Johann, Hof-Hutfabrikant.
- Singer Heinrich, Hof-Steingraveur.
- Sintenis Otto, Hof-Buchhändler.
- Sonnleitner Franz, Hof-Baumeister.
- Spina Carl A., Hof-Kunst- u. Musikalienhändler.
- Stehle Johann, Hof-Blasinstrumentenmacher.
- Stiebitz Alois & Comp., Hof-Spezereiwarenhändler.
- Stifft Johann, Hof-Weinlieferant.
- Streicher Johann Baptist, Hof-Fortepiano- und Klaviermacher.
- Stunzer Thomas, Hof-Deckenmaler.
- Stuwer Anton, Hof-Feuerwerker.
- Suchy Johann Anton, Hof-Uhrenfabrikant.
- Suchy Wenzel, Hof-Schuhmacher in Prag.
- Swoboda Carl, Hof-Steinmetzmeister in Prag.
- Syré A. F. und Neffe, Hof-Lieferanten für Papier-, Schreib- und Zeichnen-Materialien.

### T
- Tágl Bartholomäus, Hof-Bäckermeister in Prag.
- Tausch Joseph, Hof-Müller.
- Theyer Franz, Hof-Lieferant für Holz-Galanteriewaren und kirchlichen Gegenstände.
- Thies, siehe Nuglisch.
- Timmel Johann, Hof-Seiden- und Seidenband-Lieferant.
- Titz Peter, Hof-Harmoniumfabrikant.
- Türk Joseph, Hof-Juwelier.

### U
- Uhl Roman, Hof-Bäcker.
- Ulrich Christian, Hof-Spiegel- und Luster-Fabrikant.

### V
- Valerio Angelo, Hof-Schokolade-Fabrikant in Triest.
- Varges Christine und Anna, Hof-Kleidermacherin.
- Viehweider Peter, Hof-Weisswaren- und Spitzenhändler.
- Vogl Emanuel, Hof- und Wiener Universitäts-Bandagist.

### W
- Wanka Franz, Hof-Brauer in Prag.
- Wasserburger Anton, Hof-Steinmetzmeister.
- Wasserburger Moriz, Hof-Zimmermeister.
- Wells Wilhelm, Edler von, Hof-Niederlage natürlicher Mineralwasser.
- Weisse Albert, Hof-Lieferant für japanische, chinesische und sonstige derlei Luxus-Artikel.
- Weisshappel Ludwig, Hof-Lieferant für Fleichselcherwaren.
- Wertheim Franz, Ritter von, Hof-Werkzeug-Fabrikant.
- Wieser Joseph, Hof-Juwelier.
- Winkler von Forazest Joseph und Franz, Hof-Eisenhändler.
- Winkler’s (Mathias) sel. Witwe, Hof-Tischlerin.
- Wissmann Franz, Hof-Glaser.

### Z
- Zelisko August, Hof-Uhrmacher in Prag.
- Zeyer Eleonore, Hof-Zimmermeisterin in Prag.

## Quelle
- Hof- und Staats-Handbuch des Kaiserthumes Österreich. Verlag der G. J. Manz'schen Buchhandlung, Kohlmarkt 7, Wien 1868, S. 14–16.